# Hitzeschutzspray

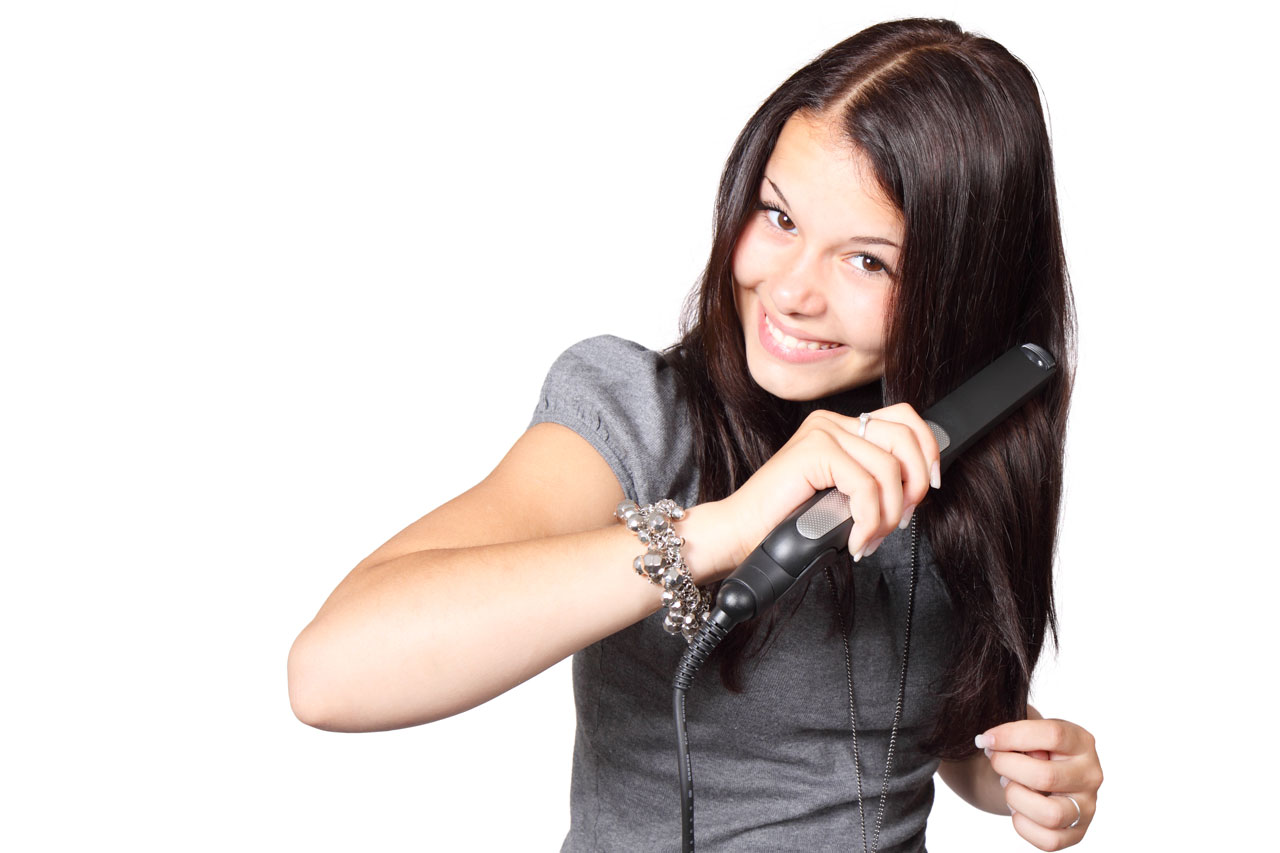
Bei der Behandlung mit einem Glätteisen wird das Haar durch die Hitze stark geschädigt.

Hitzeschutzspray dient der Haarpflege. Es soll die Haare bei starker Hitze vor dem Austrocknen schützen.

## Anwendung
Hitzeschutzspray wird meistens im feuchten Haar angewendet. Dabei sollte das Haar aus mindestens 30 cm Entfernung behandelt werden, damit auch gewährleistet ist, dass das komplette Haar von Pflege- und Schutzmolekülen umschlossen ist. Zusätzlich sollte das Hitzeschutzspray mit einem Kamm im Haar verteilt werden. Des Weiteren sollte darauf geachtet werden, dass auch der Ansatz eingesprüht wird. Um die vollständige Pflege des Haares zu erreichen, sollte das Haar nach der Hitzebehandlung (durch Föhn, Glätteisen, Lockenstab usw.) erneut mit dem Hitzeschutzspray eingesprüht werden. Bei Hitzeschutzsprays handelt es sich um Leave-in-Produkte, das heißt, dass das Spray nach der Behandlung nicht ausgespült werden muss.

## Inhaltsstoffe

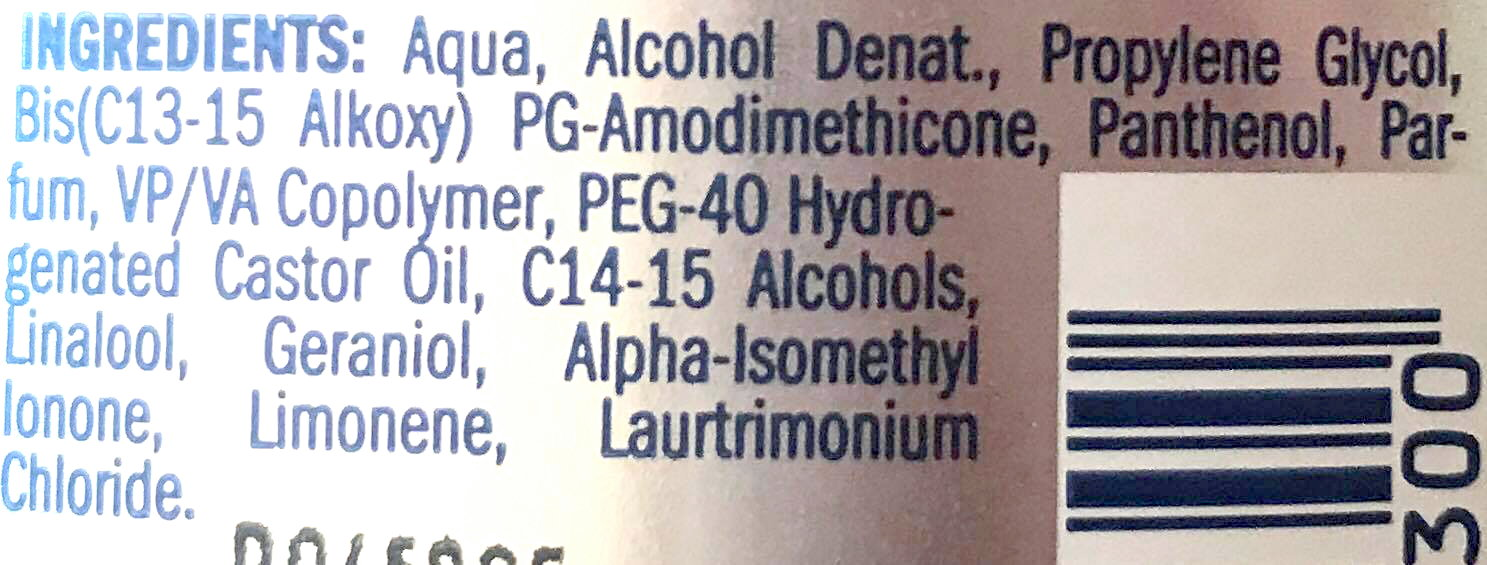
Deklaration der Inhaltsstoffe eines Hitzeschutzsprays nach INCI

Die Liste der Inhaltsstoffe der Hitzeschutzsprays ist lang. Zur Pflege enthalten die meisten Sprays beispielsweise Aloe-Vera-Saft, Weizenproteine, Arganöl, Kokosnussöl, Macadamianussöl, Mandelöl oder Traubenkernöl. Viele Sprays beinhalten zusätzlich Vitamin B5, welches dem Haar mehr Glanz und Fülle verleiht. Gleichzeitig sind die Spitzen und die Kopfhaut belastbarer. Viele Sprays besitzen heutzutage auch einen UV-Filter für den Sonnenschutz. Bei Sprays für koloriertes Haar ist meist ein Farbschutz enthalten.

## Wirkung
Hohe Temperatur zum Beispiel durch ein Glätteisen oder einen Lockenstab können große Schäden am Haar anrichten, z. B.: stumpfe Haare, Spliss, Frizz oder Haarbruch.  Das Hitzespray legt sich bei der Behandlung wie ein Mantel um das Haar. So wird verhindert, dass dem Haar durch die Hitze das Wasser entzogen wird. Manche Sprays besitzen sogar zwei Phasen, sodass sowohl der Hitzeschutz gewährleistet ist und dem Haar zusätzliche Feuchtigkeit gespendet wird. Außerdem können Hitzeschutzsprays Spliss und statisches Aufladen nach dem Styling verhindern.

## Handelsformen

### Spray
Beim Spray handelt es sich um flüssigen Hitzeschutz, der meist in Sprühflaschen erhältlich ist. Dieser wird dann leicht in das feuchte Haar einmassiert.

### Fluid
Im Gegensatz zum Spray ist das Hitzefluid dickflüssiger und sollte direkt nach dem Waschen aufgetragen werden.